# Isatină
Isatina este un compus organic derivat de indol, cu formula chimică C8H5NO2. A fost sintetizat pentru prima dată de către Otto Linné Erdman și Auguste Laurent în anul 1840, fiind un produs al reacției de oxidare al indigoului cu acid azotic și acid cromic.
Se găsește și în natură, întâlnită în speciile din genul Isatis, în Couroupita guianensis, dar și în organismul uman, fiind un derivat metabolic al adrenalinei. 

Compusul este un solid de culoare roșie-oranj, fiind utilizat ca structură de bază în sinteza unei varietăți mari de compuși activi biologic, precum antitumorale, antivirale, antiretrovirale, și tuberculostatice. 